# Феридун Мальком-хан
Феридун Мальком-хан (перс. فریدون خان ملكم‎) — персидский спортсмен, участник Летних Олимпийских игр 1900 года.
Феридун Мальком-хан происходил из известной иранской семьи армянского происхождения. Его отцом был Мирза Мальком-хан, иранский просветитель-реформатор, основоположник иранской драматургии, публицист и дипломат.
Феридун Мальком-хан принимал участие в Летних Олимпийских игр 1900 года, он соревновался в турнире по фехтованию на шпагах. В первом раунде соревнований он занял второе место в своей группе, уступив лишь французу Ришару Уоллосу. В четвертьфинале персидский спортсмен не смог выйти из группы, он занял 4-6 место вместе с французом Анри-Жоржом Берже и итальянцем Джузеппе Джурато.
Феридун Мальком-хан стал первым иранским спортсменом, который принимал участие в олимпийских играх, однако МОК не признает его иранским спортсменом, так как по версии МОК первые иранские спортсмены впервые принимали участие в Олимпийских играх лишь в 1948 году, на Олимпиаде в Сиднее.
Также он известен как автор книги по истории Ирана под названием «Избранная история».